# Leeuwarden
Leeuwarden [ˈleːu̯ˌʋɑrdə(n)] (anhörenⓘ) (westfriesisch Ljouwert (anhörenⓘ)) ist eine Stadt in der niederländischen Provinz Friesland und der Verwaltungssitz der Provinz. Im Jahr 2018 war Leeuwarden gemeinsam mit Valletta (Malta) Kulturhauptstadt Europas.

## Geographie
Leeuwarden befindet sich in der Provinz Friesland im Norden der Niederlande. Die Gemeinde umfasst neben der Stadt selbst viele Dörfer.
Einwohnerzahl (2024) in den Wohnkernen, die zur Gemeinde gehören:

## Geschichte

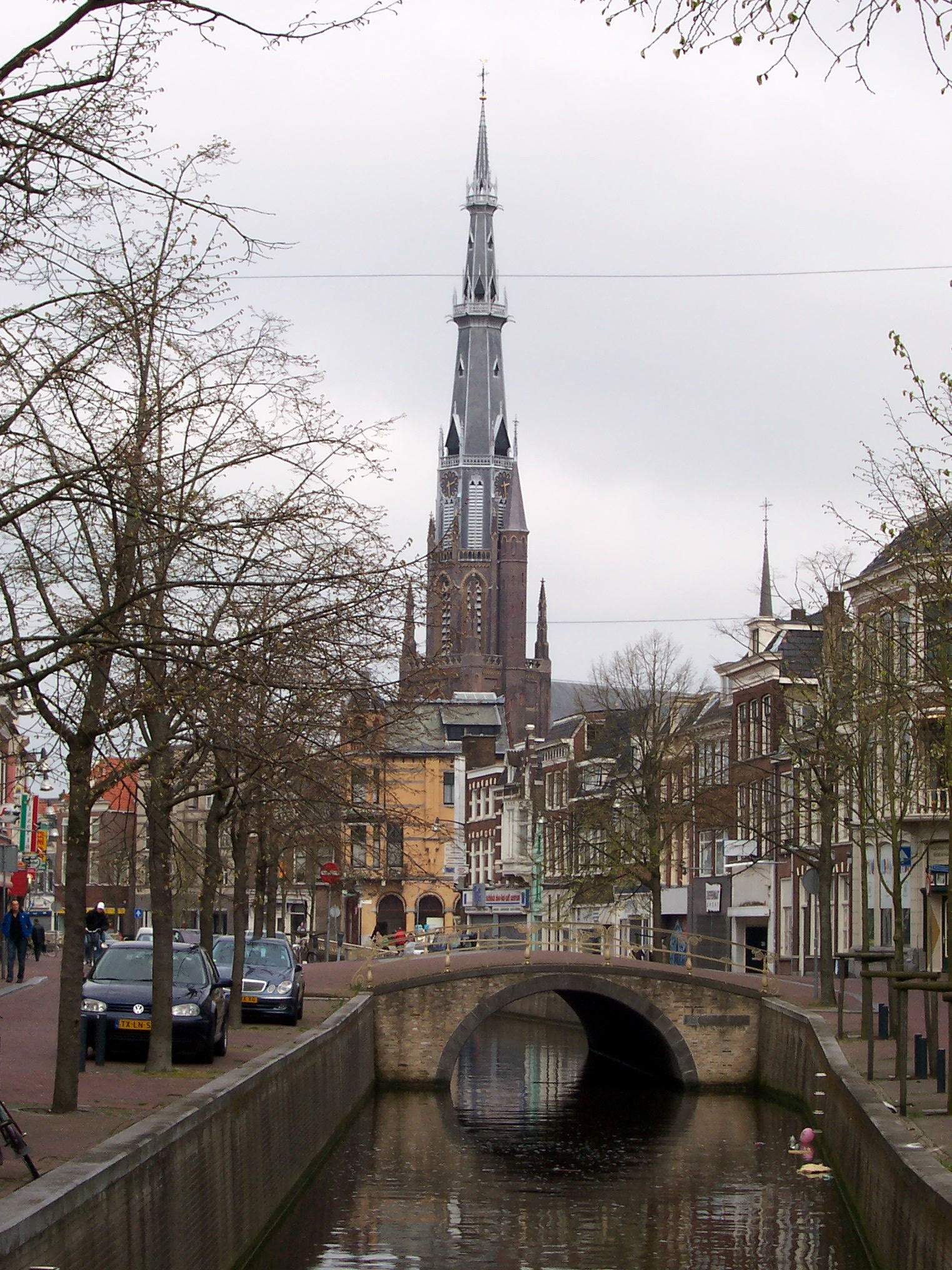
Voorstreek mit Turm der St.-Bonifatius-Kirche

Die erste Urkunde der Abtei Fulda erwähnt den Ort im 8. Jahrhundert. Neuere Ausgrabungen auf dem Hügel des Oudehove stellen möglicherweise Reste von römerzeitlichen Behausungen aus dem 2. Jahrhundert n. Chr. dar. Mindestens seit dem 10. Jahrhundert wurde das Gebiet besiedelt.
Ursprünglich gab es hier drei terpen (Warften), worauf die drei Dörfer Oldehove, Nijehove und Hoek lagen. Im 14. und 15. Jahrhundert wuchsen sie zur neuen Stadt Leeuwarden zusammen. Das älteste Gebäude ist die Grote of Jacobijnerkerk. Die Stadt erhielt 1435 die Stadtrechte. Aufgrund ihrer Lage an der Middelzee, einer Bucht des Wattenmeeres, wurde Leeuwarden ein reges Handelszentrum, bis der Wasserweg im 15. Jahrhundert austrocknete. Danach blieb der Stadt nur eine regionale Bedeutung als Viehmarkt der umliegenden Wiesengebiete und, nachdem sie sich 1498 Albrecht von Sachsen unterworfen und ihn als Erbstatthalter von Friesland anerkannt hatte, als Verwaltungszentrum Frieslands.
Um 1600 war Leeuwarden mit 15.000 Einwohnern vorübergehend sogar nach damaligen Verhältnissen eine Großstadt und ab dem 16. Jahrhundert Residenzstadt des Statthalters der Provinz Friesland, einer der sieben Provinzen der Republik der Niederlande. Friesland hatte gemeinsam mit Groningen, anders als die fünf anderen Gaue, eigene Statthalter. Einer davon war Johann Wilhelm Friso von Nassau-Dietz, dem nach seinem frühen Unfalltod 1711 seine Witwe Marie Luise von Hessen-Kassel nachfolgte. Diese bei den Friesen sehr beliebte und Marijke Meu (Tante Maria) genannte Prinzessin erwarb 1731 ein großes Haus in der Stadt, das seitdem Princessehof heißt. Marijke Meu sammelte kostbares Porzellan; ihre Sammlung ist bis heute in Besitz des Keramikmuseums Princessehof, das sich im selben Gebäude befindet. Dort wuchs später nach einem Besitzwechsel auch der bekannte Grafiker Escher auf.
Im 18. und frühen 19. Jahrhundert kam Leeuwarden auch durch den Anschluss an das Eisenbahnnetz (um 1868) zu neuer Blüte. Im Jahr 1901 hatte die Stadt 32.203 Einwohner.
Im Zweiten Weltkrieg war die Stadt von 1940 bis zur Einnahme durch die Royal Canadian Dragoons am 15. April 1945 von der deutschen Wehrmacht besetzt. Am 8. Dezember 1944 befreiten in einer spektakulären Aktion Männer des Friese Knokploeg 51 Gefangene, darunter viele aus dem Widerstand (Verzet), aus dem Blokhuis ohne einen einzigen Schuss.

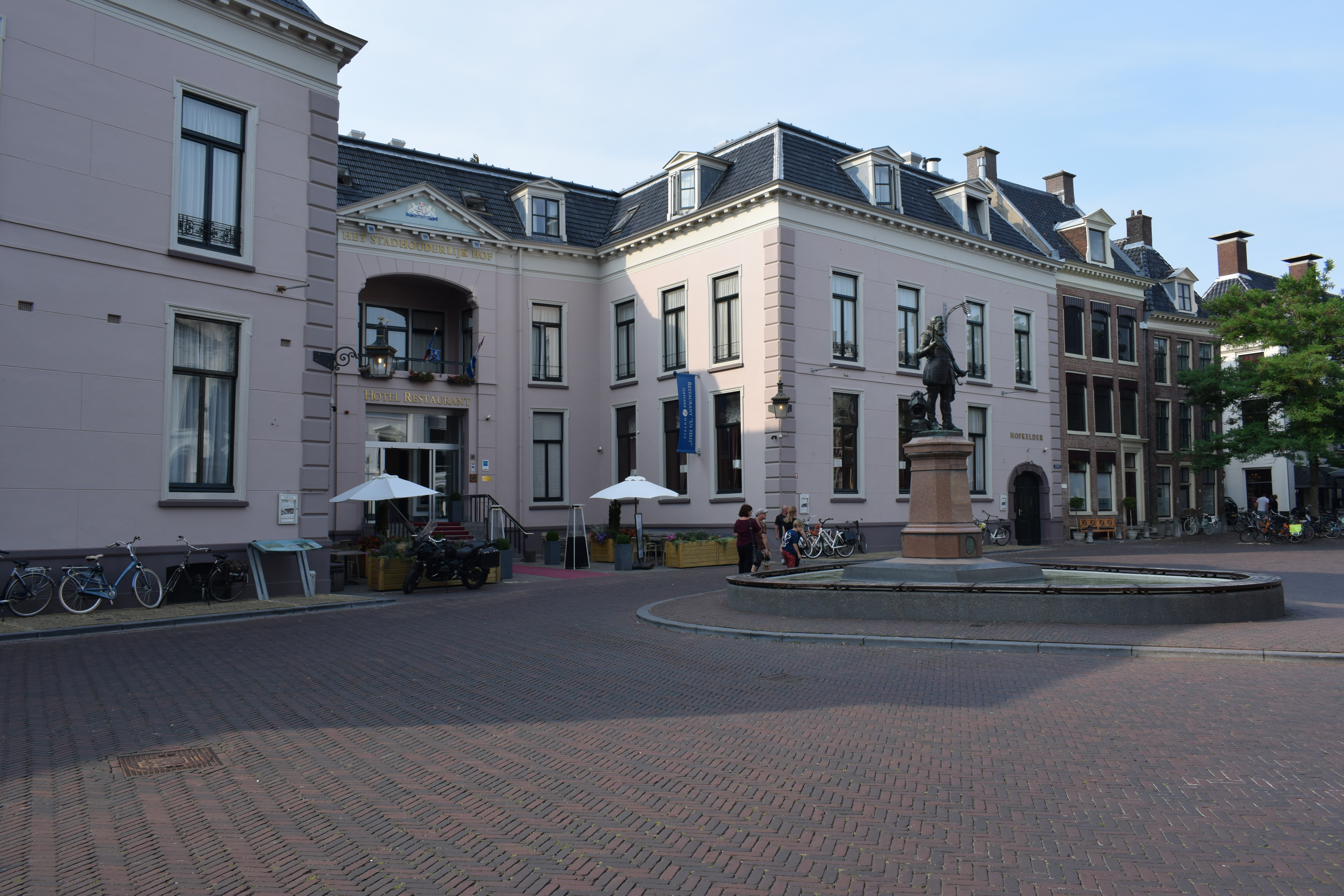
Stadhouderlijk Hof (Hof des Statthalters)
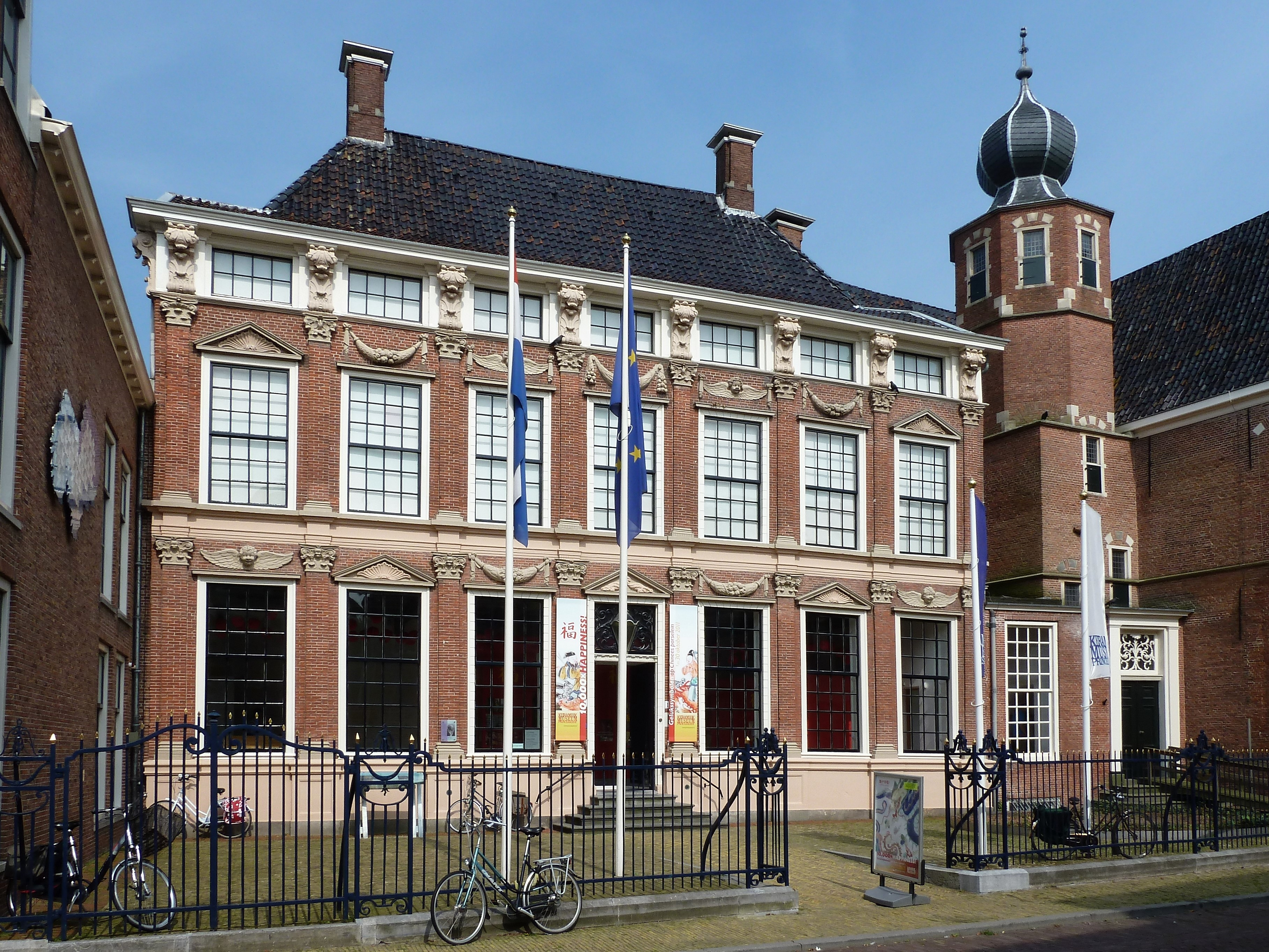
Princessehof (der Prinzessin Maria)
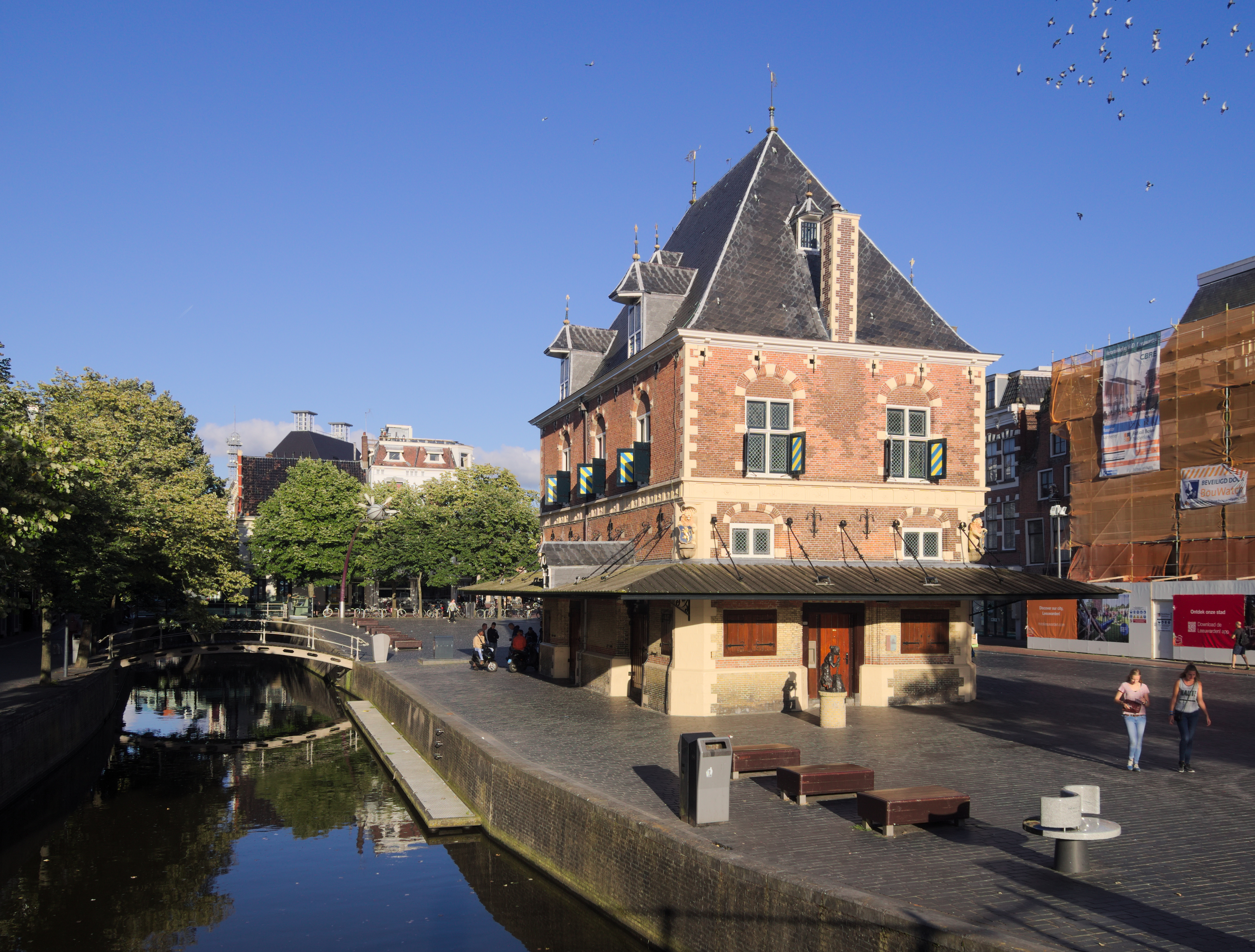
Waag
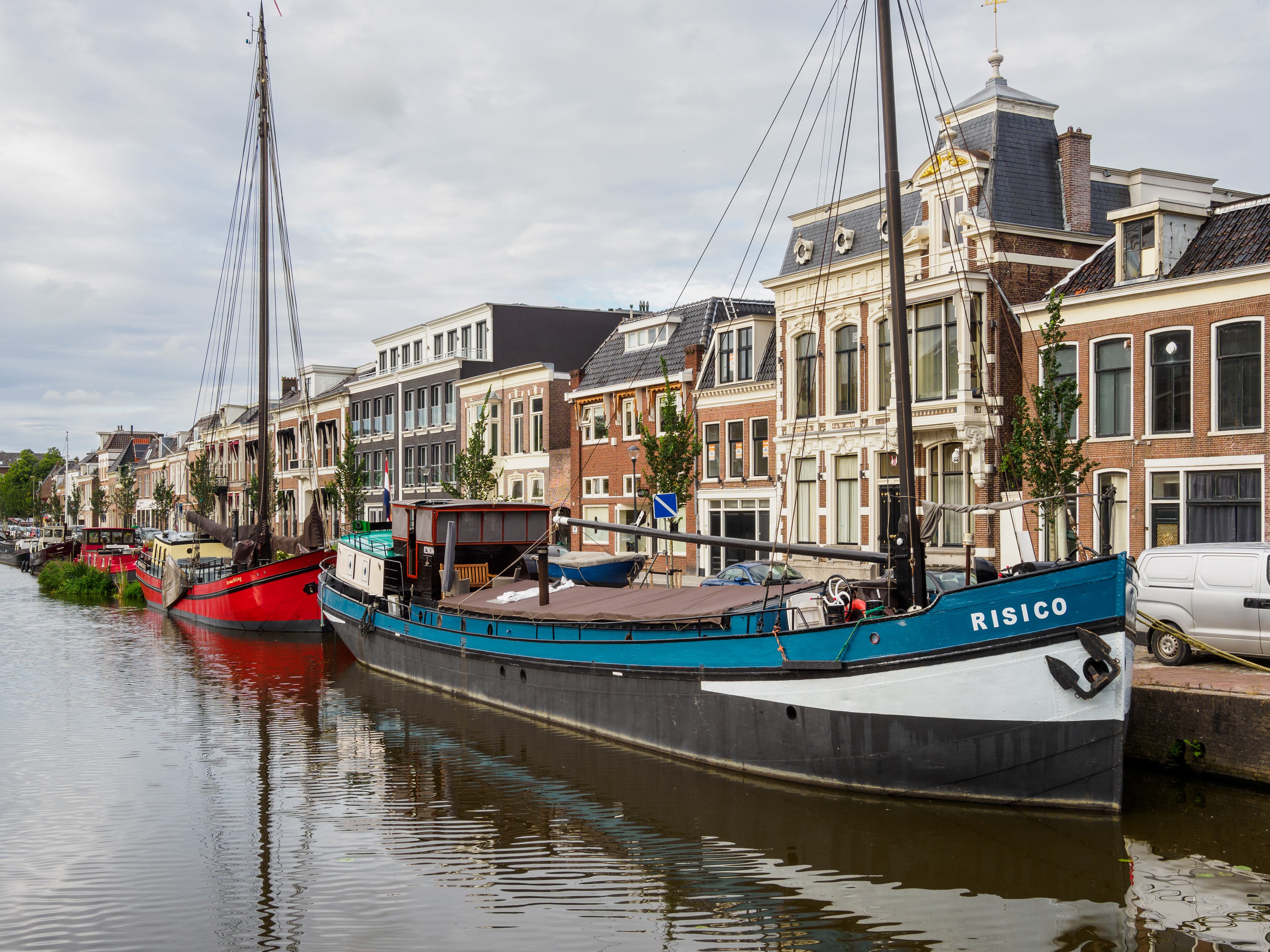
(Haus-)Boote am  Oostergrachtswal
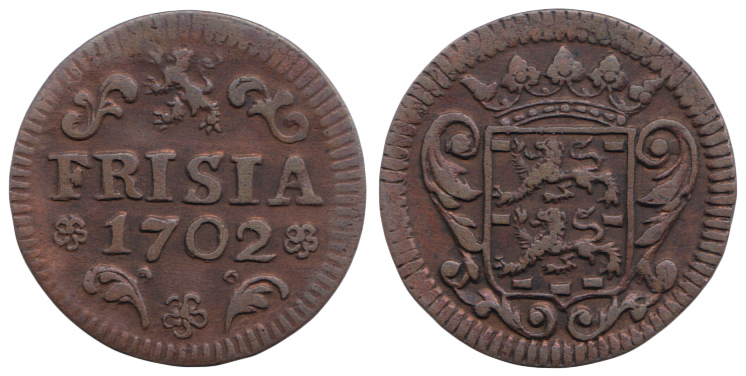
1-Deut-Münze aus Kupfer, 1702 in Leeuwarden geprägt. Auf der Vorderseite ist das Wappen der Provinz Friesland zu sehen.

## Name
Der Name Leeuwarden wurde erstmals im frühen 9. Jahrhundert erwähnt. Doch herrscht eine große Ungewissheit über den Namen, von dem über 200 Schreibvarianten bekannt sind. Noch heute in Gebrauch sind Leeuwarden (niederländisch), Liwwadden (stadtfriesisch) und Ljouwert (westfriesisch).
Der zweite Bestandteil -warden ist der niederländisch-friesische Name für eine Warft. Die erste Silbe kann als leeu- oder leeuw-, niederländisch für „Löwe“, interpretiert werden. Diese Interpretation wird von einigen Gelehrten mit dem Verweis auf das Stadtwappen unterstützt. Doch dazu fehlt ein w im Namen. Andere Forscher sind der Meinung, dass der Name von der Vorsilbe leeu- stammt, einer Verfälschung von luw- mit der Bedeutung „Lee“, „vor Wasser geschützt“, oder von lee- mit der Bedeutung „Wasserkreislauf“. Auch ein verstümmelter Personenname wird als Herkunft für möglich gehalten.

## Wirtschaft
Leeuwarden stellt das wirtschaftliche Zentrum der Provinz Friesland dar. Zahlreiche Arbeitsplätze in Friesland befinden sich hier. Außerdem ist Leeuwarden eine der größten Dienstleistungsstädte mit u. a. vielen Finanzdienstleistern, Behörden und Regierungsinstitutionen. Auch der Tourismus stellt ein wichtiges Standbein dar. Industrielle Produkte Leeuwardens sind Kleidung, Kunstseide, Leinenstoffe, Maschinen und Nahrungsmittel.

## Verkehr
Die Stadt liegt an der deutsch-niederländischen Ferienstraße Oranier-Route. In der näheren Umgebung von Leeuwarden befinden sich die Autobahnen A32 Richtung Heerenveen und Zwolle, und A31 zum Abschlussdeich/A7 nach Den Helder und Amsterdam.
Kanäle verbinden den Hafen der Stadt mit Groningen (über Verbindung Langdeel an den Prinses-Margriet-Kanal) und Harlingen (Van Harinxmakanaal).
Eisenbahnverbindungen bestehen vom Bahnhof Leeuwarden nach Rotterdam oder Den Haag über Zwolle (Intercity, zweimal stündlich); Stoptrein (Lokalzug) bis Zwolle, nach Groningen, Harlingen und Stavoren über Sneek (alles Lokalzüge).

## Bildung
Studieren kann man an der Fachhochschule NHL Stenden und am Van Hall Instituut, die zurzeit ca. 15.000 Studenten unterrichten. Des Weiteren ist seit 2018 die Reichsuniversität Groningen, welche zu den ältesten Universitäten Europas gehört, durch einen Satellitencampus in Leeuwarden vertreten.

## Politik

### Sitzverteilung im Gemeinderat
Der Gemeinderat von Leeuwarden wird folgendermaßen gebildet:
| Partei                          | Sitze a | Sitze a | Sitze a | Sitze a | Sitze a | Sitze a | Sitze a | Sitze a | Sitze a | Sitze a | Sitze a |
| Partei                          | 1982    | 1986    | 1990    | 1994    | 1998    | 2002    | 2006    | 2010    | 2013 b  | 2017 c  | 2022    |
| ------------------------------- | ------- | ------- | ------- | ------- | ------- | ------- | ------- | ------- | ------- | ------- | ------- |
| PvdA                            | 15      | 18      | 15      | 11      | 13      | 10      | 15      | 11      | 12      | 11      | 8       |
| GroenLinks                      | –       | –       | 3       | 5       | 3       | 4       | 4       | 5       | 4       | 5       | 7       |
| Progressieve Aktie Leeuwarden   | 4       | 3       | 3       | 5       | 3       | 4       | 4       | 5       | 4       | 5       | –       |
| FNP                             | 0       | 0       | 0       | 0       | 0       | 1       | 1       | 1       | 2       | 2       | 4       |
| Gemeente- belangen Leeuwarden d | –       | –       | –       | 2       | 3       | 2       | 2       | 4       | 4       | 2       | 4       |
| CDA                             | 10      | 9       | 9       | 7       | 7       | 7       | 5       | 5       | 6       | 5       | 4       |
| VVD                             | 6       | 5       | 4       | 5       | 5       | 5       | 4       | 5       | 4       | 4       | 3       |
| LIJST058                        | –       | –       | –       | –       | –       | –       | –       | –       | –       | 2       | 3       |
| D66                             | 1       | 1       | 5       | 6       | 2       | 2       | 0       | 2       | 4       | 4       | 3       |
| ChristenUnie                    | –       | –       | –       | –       | –       | 1       | 2       | 2       | 2       | 2       | 2       |
| FvD                             | –       | –       | –       | –       | –       | –       | –       | –       | –       | –       | 1       |
| 50PLUS                          | –       | –       | –       | –       | –       | –       | –       | –       | –       | 1       | –       |
| PvdD                            | –       | –       | –       | –       | –       | –       | –       | –       | –       | 1       | –       |
| Verenigd Links – Feriene Lofts  | –       | –       | –       | –       | –       | –       | –       | –       | 1       | 0       | –       |
| SP                              | –       | 0       | –       | –       | 3       | 3       | 4       | 2       | –       | –       | –       |
| Leefbaar Leeuwarden             | –       | –       | –       | –       | –       | 2       | 0       | –       | –       | –       | –       |
| SGP                             | 1       | 1       | 1       | 1       | 1       | –       | –       | –       | –       | –       | –       |
| GPV                             | 1       | 1       | 1       | 1       | 1       | –       | –       | –       | –       | –       | –       |
| RPF                             | 1       | 1       | 1       | 1       | 1       | –       | –       | –       | –       | –       | –       |
| Gesamt                          | 37      | 37      | 37      | 37      | 37      | 37      | 37      | 37      | 39      | 39      | 39      |

Nach der Wahl wurde eine Koalition aus PvdA, GL, GB und CDA eingengen. Die Koalition verfügt über 23 der 39 Sitze.
Anmerkungen

### Bürgermeister
Seit dem 26. August 2019 ist Sybrand van Haersma Buma (CDA) amtierender Bürgermeister der Gemeinde. Zu seinem Kollegium zählen die Beigeordneten Sjoerd Feitsma (PvdA), Henk Deinum (PvdA), Friso Douwstra (CDA), Hilde Tjeerdema (D66), Herwil van Gelder (Progressieve Aktie Leeuwarden/GroenLinks) sowie der Gemeindesekretär Reindert Hoek.

## Kultur und Sehenswürdigkeiten

### Architektur

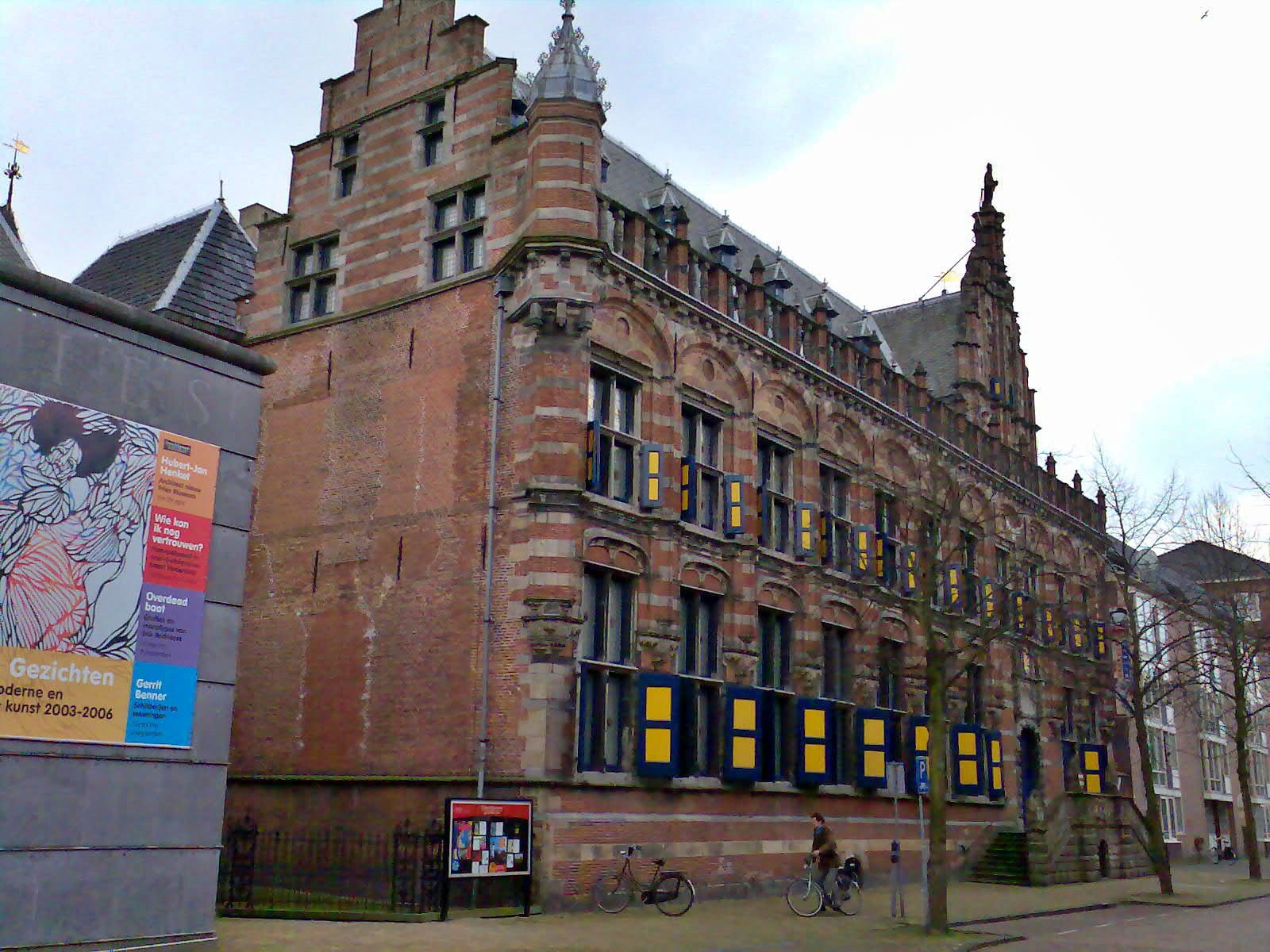
Kanselarij (Kanzlei) von 1566

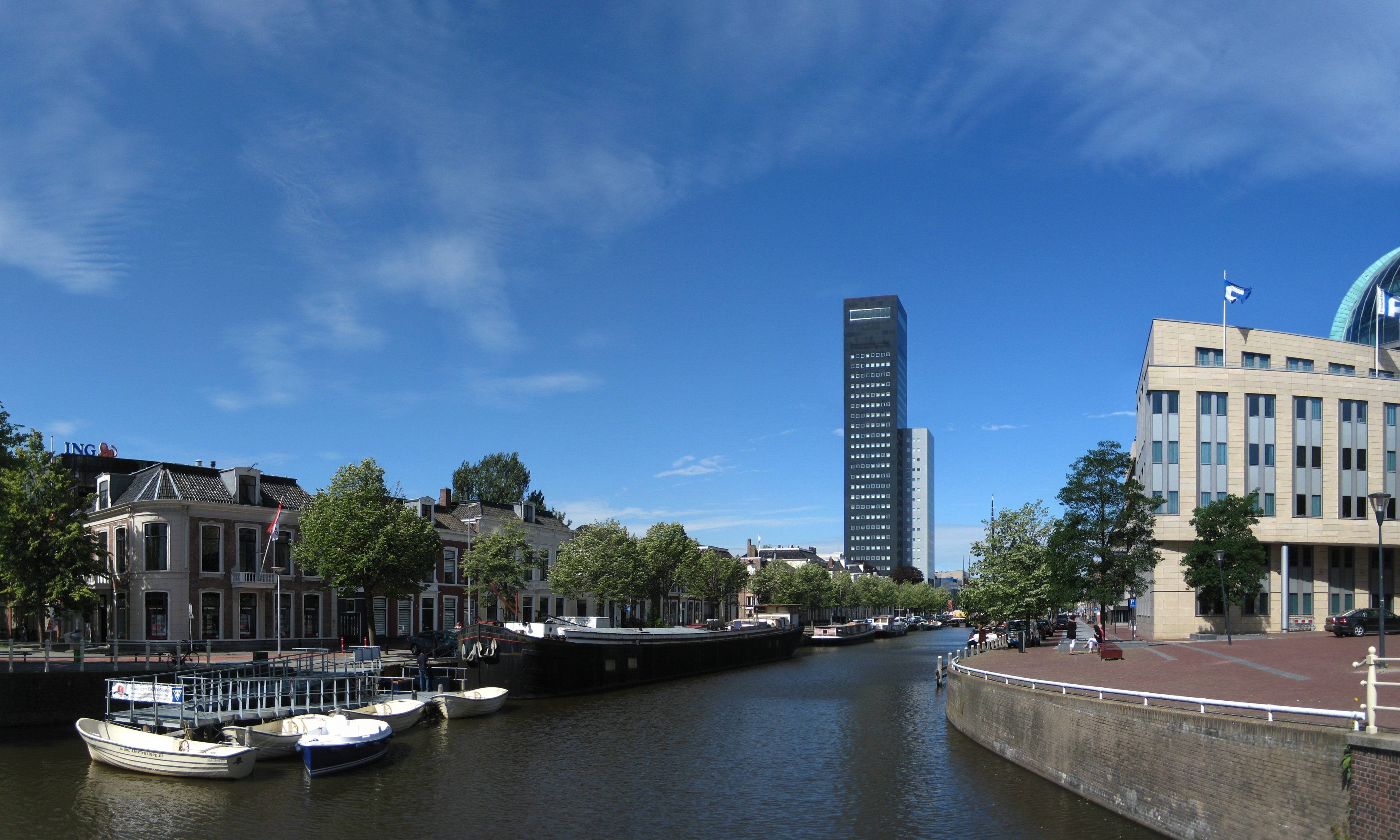
Achmea-Gebäude

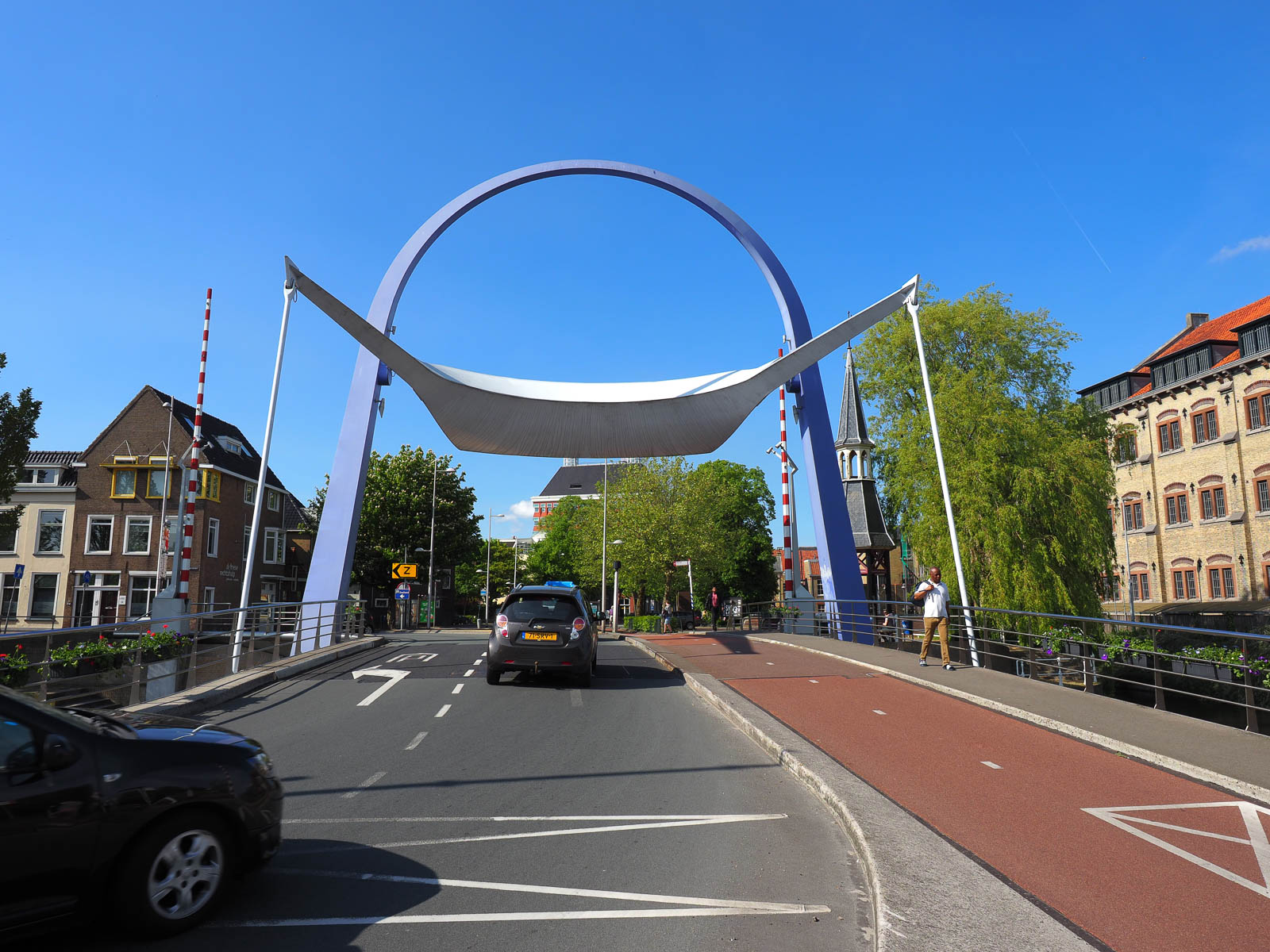
Brücke über die Zuidergracht

In der Altstadt sind viele typisch schmalbrüstige Bürgerhäuser aus dem 17. und 18. Jahrhundert erhalten. Bekannte weitere Bauwerke sind beispielsweise
- der schiefe Oldehove, das Wahrzeichen Leeuwardens
- die Kanselarij aus dem 16. Jahrhundert, Sitz des Hofes von Friesland
- der Stadhouderlijk Hof, späterer Sitz des Statthalters von Friesland, heute ein Hotel
- die Waag, das alte Handelszentrum
- die Grote of Jacobijnerkerk aus dem 15. Jahrhundert
- die katholische Kirche St. Bonifatius aus dem 19. Jahrhundert
- das Blokhuispoort, ein ehemaliges Zuchthaus und Gefängnis
- die Slauerhoffbrug, eine bewegliche Brücke.

Das in der Nähe des Bahnhofes gelegene dunkle Gebäude der Achmea-Versicherung ist mit rund 114 Metern Höhe das höchste Gebäude der Stadt.

### Museen
- der Princessehof: 1693 erbaut, beinhaltet ein Museum für Keramik von nationaler Bedeutung
- Das Fries Museum besitzt rund 170.000 Objekte aus Kunst, Kultur und Geschichte Frieslands, darunter eine beachtliche Sammlung von Gegenständen aus Silber: Friesland war im 17.–19. Jahrhundert bekannt für seine Silberschmiedekunst.
- das Verzetsmuseum ist ein 'Museum für den Widerstand gegen die Nazis im Zweiten Weltkrieg'
- im Prinsentuin im nördlichen Stadtpark befindet sich ein dem Bildhauer Pier Pander (1864–1919) gewidmetes Museum
- Historisches Museum
- Literaturmuseum

### Regelmäßige Veranstaltungen
- In Leeuwarden findet ein Rindermarkt statt.
- An Christi Himmelfahrt findet der größte Blumenmarkt im ganzen Land statt.
- Domino Day: fand von 2002 bis 2009 jährlich in den Friesland-Hallen statt.
- Auf der Luftwaffenbasis in Leeuwarden findet im Wechsel mit der Basis Volkel (Uden) der jährliche Tag der offenen Tür der Luftwaffe statt. Die niederländische Bezeichnung für diese Airshow ist Open Dagen.
- Im Januar findet in Leeuwarden die alljährliche zentrale Körung der Friesen-Deckhengste statt, welche vom KFPS (Koninklijke Vereniging „Het Friesch Paarden-Stamboek“) organisiert und durchgeführt wird.
- Seit 2013 findet im Naherholungsgebiet „De Groene Ster“ unweit der Stadt im August mit dem „Psy-Fi“ ein großes Psytrance-Festival statt, dass sich inzwischen zu einem Anziehungspunkt der Hippie- und Goa-Szene Europas entwickelt hat.

### Kulturhauptstadt Europas

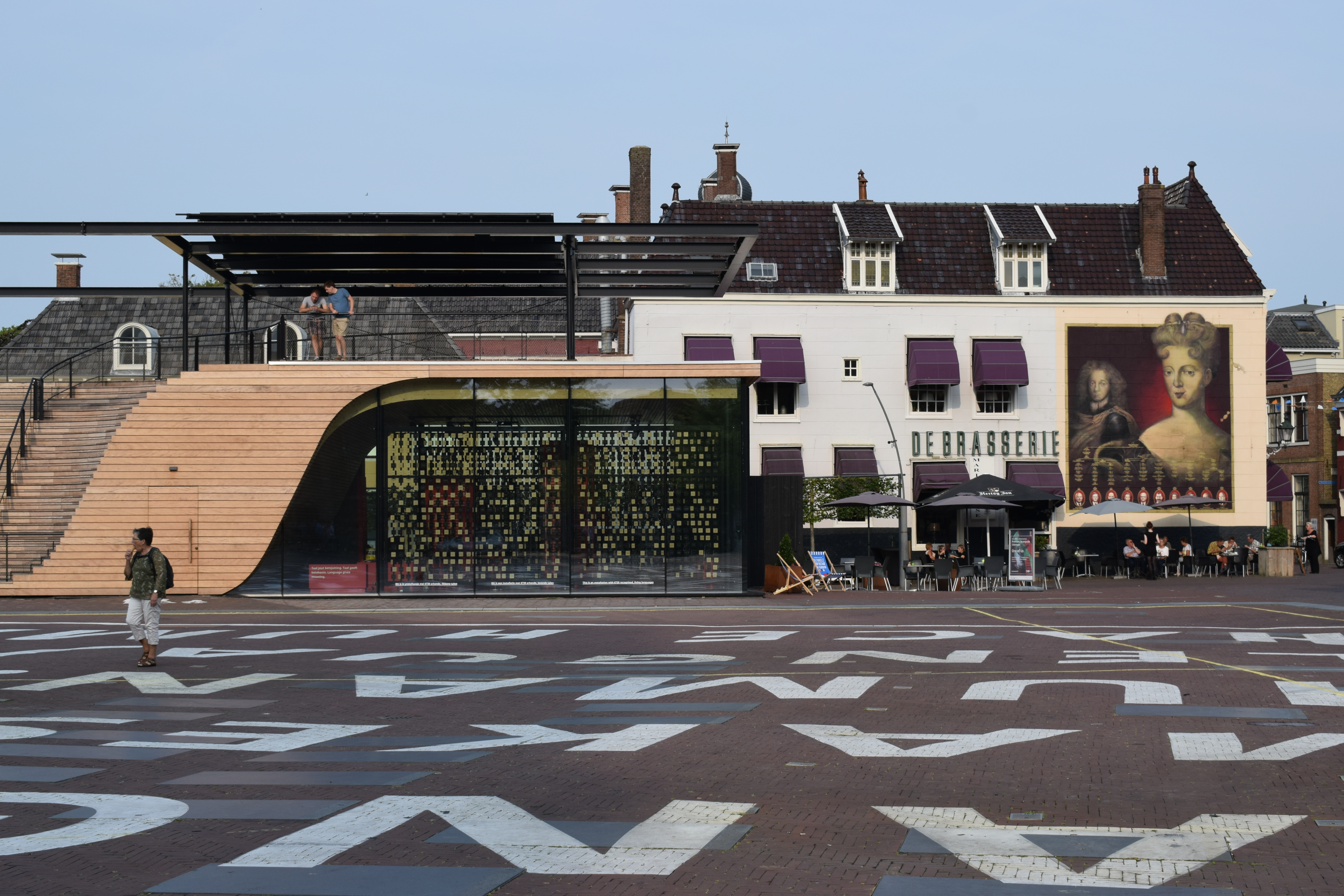
Ansicht des Sprachenpavillons, davor der großformatige mehrsprachige Schriftzug „Language makes us human“

Für das Jahr 2018 wurde turnusgemäß einer der beiden auf ein Jahr befristeten Titel einer Kulturhauptstadt Europas an die Niederlande vergeben. Am 6. September 2013 wurde bekannt, dass sich Leeuwarden in der niederländischen Auswahlkommission vor den verbliebenen Mitbewerbern Eindhoven und Maastricht mit der Euregio Maas-Rhein durchsetzen konnte.
Das Programm und die kulturellen Aktionen wurden von Leeuwarden gemeinsam mit der Provinz Friesland unter dem Kürzel LF2018 ausgerichtet und erstreckten sich über die ganze Provinz. In den elf friesischen Städten wurden elf Brunnen errichtet, in Harlingen und weiteren Orten Großveranstaltungen durchgeführt und in Sloten eine über 400 Malereien umfassende Freiluftgalerie aufgestellt. Leeuwarden selbst fokussierte unter dem Titel „Lân fan taal“ (Land der Sprache) auf das Thema Sprache: Ein Pavillon gegenüber dem Oldehove demonstrierte die Vielzahl der gesprochenen Sprachen, ein weiterer „Livingroom of languages“ war Aufführungsort für wöchentlich wechselnde Sprachen und Kulturen. Hinweise im Stadtbild auf das Thema stellten Denkanstöße dar.

### Sport
- Leeuwarden veranstaltet die Elfstedentocht, ein 200 km langes Rennen im Eisschnelllauf entlang der elf friesischen Städte, sobald die Grachten zugefroren sind. Das letzte Mal konnte es im Januar 1997 stattfinden, davor vierzehn Mal seit 1909.
- Der SC Cambuur Leeuwarden stammt aus Leeuwarden und spielt in der zweithöchsten niederländischen Liga, der Eerste Divisie.

## Persönlichkeiten
Söhne und Töchter

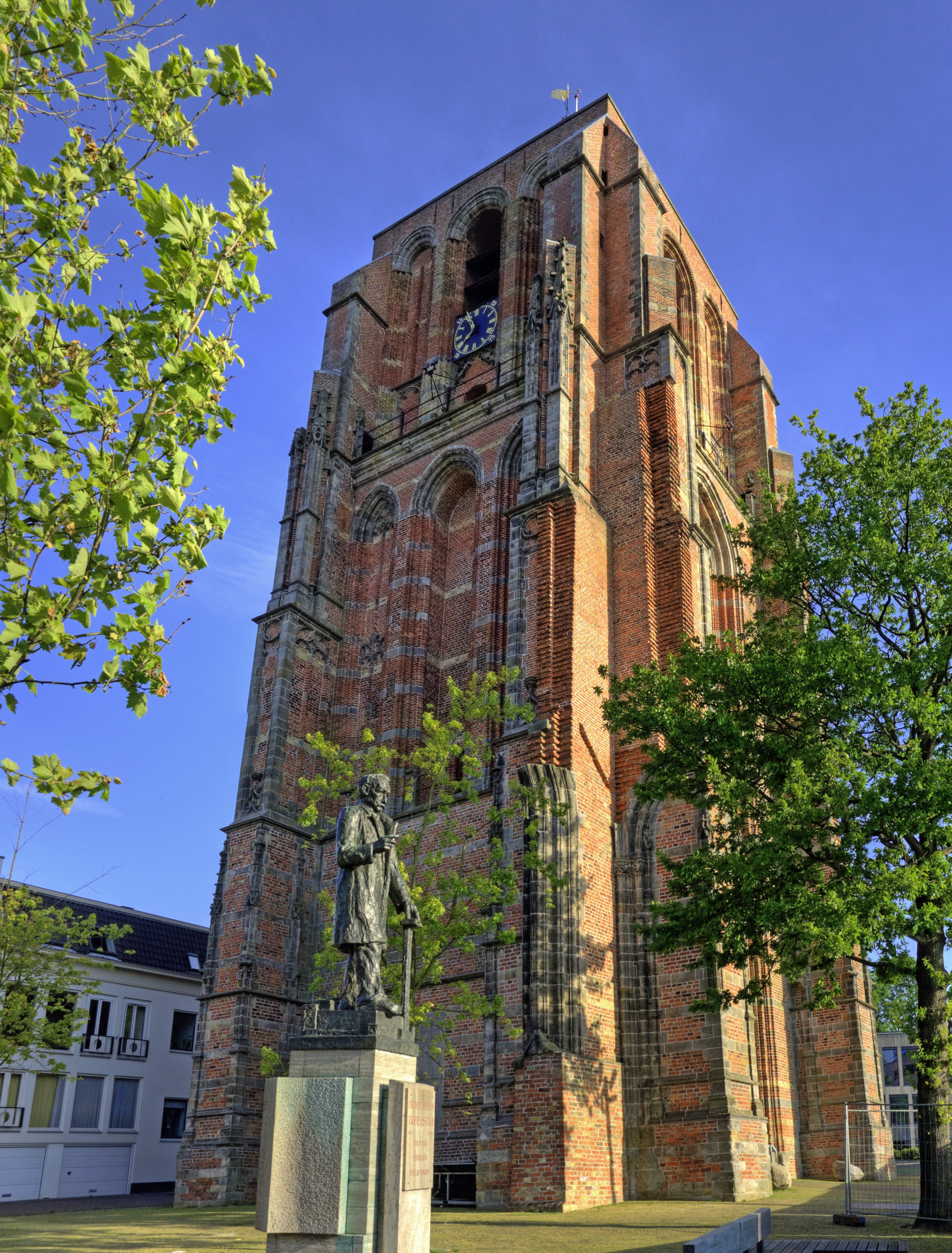
Standbild von Pieter Jelles Troelstra beim Oldehove

- Obbe Philips (um 1500–1568), Anführer der nach ihm benannten Gruppe von Täufern, der Obbeniten
- Dirk Philips (1504–1568), Bruder von Obbe Philips, Führer der Täuferbewegung, Mitbegründer der Mennoniten
- Suffridus Petrus (1527–1597), Jurist, Historiker und Philologe
- Georg Rataller (1528–1581), Philologe und Übersetzer
- Margareta de Heer (um 1600–vor 1665), Malerin
- Abraham Lambertsz. van den Tempel (um 1622–1672), Maler
- Wilhelmus à Brakel (1635–1711), reformierter Geistlicher und Autor
- Campegius Vitringa der Ältere (1659–1722), reformierter Theologe
- Jetske Reinou van der Malen (1681–1752), Dichterin
- Sigebert Haverkamp (1684–1742), klassischer Philologe und Numismatiker
- Isabelle Charlotte von Nassau-Dietz (1692–1757), Ehefrau des Fürsten Christian von Nassau-Dillenburg
- Wilhelm IV. von Oranien (1711–1751), Fürst von Oranien und Nassau
- Johannes Daniël van Lennep (1724–1771), Philologe
- Clara Feyoena van Sytzama (1729–1807), Dichterin, geboren in Friens
- Joachim Hess (1732–1819), Organist, Carillionist und Musikschriftsteller deutscher Herkunft
- Joachim van Plettenberg (1739–1793), Gouverneur der Kapkolonie
- Lambertus Hardenberg (1744–1819), Maler und Kutschenbauer
- Karl Gustav Wilhelm zu Hohenlohe-Langenburg (1777–1866), österreichischer Feldzeugmeister
- Titia Bergsma (1786–1821), erste westliche Frau in Japan
- Wilhelmina van Idsinga (1788–1819), Zeichnerin und Malerin
- Jacobus Ludovicus Conradus Schroeder van der Kolk (1797–1862), Mediziner
- Cornelis Adriaan Bergsma (1798–1859), Chemiker, Botaniker und Agrarwissenschaftler
- Charles van de Velde (1818–1898), Marineoffizier, 1864 einer der ersten Rotkreuz-Delegierten
- Tiberius Cornelis Winkler (1822–1897), Chirurg, Zoologe und Paläontologe
- Hendrik Hollander (1823–1884), Maler und Lithograph
- Herman Albarda (1826–1898), Jurist, Ornithologe und Entomologe
- Gerharda Matthijssen (1830–1907), Malerin, Fotografin und Galeristin
- Geesje Feddes (1831–1882), Feministin und Autorin
- Marc Willem du Tour van Bellinchave (1835–1908), Politiker
- Pieter Jelles Troelstra (1860–1930), Politiker, Gründungsmitglied der Niederländischen SDAP und Dichter; beim Oldehove-Turm steht sein Standbild
- Martinus van Andringa (1864–1918), Maler
- Kokadorus (1867–1934), Marktschreier
- Johannes Henricus Gerardus Jansen (1868–1936), Theologe und römisch-katholischer Erzbischof von Utrecht
- Max Dwinger (1870–1939), Fechter
- Theo Molkenboer (1871–1920), Porträtmaler, Lithograf und Radierer
- Kees Witteveen (1871–1927), Radrennfahrer
- Theodoor Hendrik van de Velde (1873–1937), Arzt, Gynäkologe und Sexualforscher
- Folkert Posthuma (1874–1943), Politiker und Verbandsfunktionär
- Mata Hari (1876–1917), (Nackt-)Tänzerin, Kurtisane und Spionin
- Durk van Blom (1877–1938), Ökonom
- Willem Albarda (1877–1957), Politiker
- Clara Engelen (1879–1956), Kunsthistorikerin und Museumsdirektorin
- Max Blokzijl (1884–1946), Journalist und Autor
- Sybren Tulp (1891–1942), Polizeipräsident von Amsterdam
- Bert Sas (1892–1948), Militärattaché und Widerstandskämpfer gegen den Nationalsozialismus
- Gerrit Benner (1897–1981), Maler
- M. C. Escher (1898–1972), Künstler und Grafiker, wurde im Gebäude Princessehof geboren
- Sijtse Jansma (1898–1977), Tauzieher und olympischer Silbermedaillengewinner
- Jeanne Bieruma Oosting (1898–1994), Malerin
- Christine Buisman (1900–1936), Botanikerin und Phytologin
- Roelof Hommema (1904–1956), Ruderer
- Albert Ooiman (1905–1971), Ruderer
- Cornelia Johanna de Vogel (1905–1986), Philosophiehistorikerin, Theologin und Hochschullehrerin
- Jacob Willem Cohen (1923–2000), Mathematiker
- Jan D. Achenbach (1935–2020), niederländisch-US-amerikanischer Ingenieurwissenschaftler und Universitätsprofessor
- Cor Boonstra (* 1938), ehemaliger Vorstandsvorsitzender der Koninklijke Philips Electronics N. V.
- Johano Strasser (* 1939), deutscher Politologe, Publizist und Schriftsteller
- Renate Vincken (1943–2013), Bildhauerin
- Pieter A. Vermeer (* 1944), Bauingenieur
- Bouke van der Meer (* 1945), Klassischer Archäologe und Hochschullehrer
- Koko Hoekstra (* 1948), Fußballspieler
- Wolfgang van Vliet (* 1958), deutscher Politiker (SPD)
- Jan Veenhof (* 1969), Fußballspieler
- Maarten Tjallingii (* 1977), Radrennfahrer
- Sinan Akçıl (* 1982), türkischer Sänger und Musikproduzent
- Maarten Hogenhuis (* 1986), Jazz- und Popmusiker
- Sander Arends (* 1991), Tennisspieler
- Sanne Wevers (* 1991), Turnerin
- Anouska Koster (* 1993), Radrennfahrerin
- Joost Klein (* 1997), YouTuber, Musiker und Rapper
- Sven Roes (* 1999), Shorttracker
- Hyke Lyklema (* 2002), Volleyballspielerin
- Timo Zaal (* 2004), Fußballspieler

Personen mit Beziehung zur Stadt
- Sikke Freriks († 1531), auch Sikke Snyder, Täufer, wurde aufgrund seiner Glaubensüberzeugungen vor der Leeuwarder Kanzlei öffentlich enthauptet
- Marcus Lycklama à Nijeholt (1573–1625), Rechtswissenschaftler, Diplomat, besuchte in Leeuwarden die Schule und war Advokat in der Stadt
- Edo Neuhusius (1581–1638), Rektor der Schule in der Stadt
- Jakob von Typsma (1608–1672), Mediziner
- Jean-Marie Leclair (1697–1764), französischer Komponist, in den Sommern von 1738 bis 1743 Konzertmeister am Hofe von Anna von Oranien